# Alfred Ade
Alfred Ade (São Petersburgo, 17 de julho de 1876 – Gemünden am Main, 1 de março de 1968) foi um médico veterinario, botânico e micólogo alemão.
Trabalhou no Jardim botânico da Universidade de Würzburg, onde também foi professor.

## Obras
- 1923. Mykologische Beiträge. Hedwigia 64: 286-320.
- 1942. Die Pflanzenwelt des Kahlgebietes und der Umgebung von Heigenbrücken. Abb. ohne Nummerierung zwischen den S. 48 und 49 MiMA  3: 1-57
- 1951. Die Flora des alten Friedhofs zu Aschaffenburg. Bay. Unterfranken) NaMA 30: 1-17
- 1952. Zwei neue Pilze aus Kulturen (Basidiomyc.-Agaric.: Marasmius; Ascomyc.: Mollisia stadleri nov. spec.). NaMA 34: 41-44
- 1952. Die Zierpflanzen und Sträucher auf den Stuppacher Madonnenbild v. Matthias Grünewald um 1590 (mit Tafel VI). Taf. hinter S. 74 NaMA 35: 47 f
- 1955b. Dr. Hans STADLER, Lohr a.M., 80 Jahre alt (mit 1 Abbildung). [(Abb. auf S. I)] NaMA 47: III-VII
- 1956. Parkanlagen im Spessart und am Untermain (Bay.: Unterfranken; Hessen) (mit 1 Abbildung). [Abb. als Taf. vor S. 1] MiMA  8:3-65